# 全西班牙皇帝
全西班牙皇帝（拉丁語：Imperator totius Hispaniae）是中世纪西班牙地区使用的一项具有特殊政治意涵的君主称号，即“全伊比利亚最高的基督教统治者”。该头衔最早见于9世纪文献记载，其制度化使用在1086至1157年间达到顶峰。尽管卡斯蒂利亚伯爵、纳瓦拉王国统治者及至少一位加利西亚公爵曾援引此称，但其主要使用者仍为莱昂-卡斯蒂利亚联合王国的君主。
这一称号的采用承载着多维政治意涵：首先，在君权合法性层面，其旨在构建与东罗马帝国及神圣罗马帝国君主对等的政治位阶；其次，在军事征服层面，彰显统治者通过武力扩张取得的领土控制权；再次，在多元统治层面，强调对半岛内不同族群与宗教群体的统合治理；最后，在地缘政治层面，宣示对伊比利亚半岛诸基督教王国及穆斯林政权的宗主权主张。值得注意的是，该称号的效力范围主要限于半岛内部，未获欧洲其他政权普遍承认（因为中世纪欧洲唯一合法的帝国就是普世的神圣罗马帝国），至13世纪已逐渐淡出历史记载。
就性别维度而言，对应的女性称号"女皇"（拉丁语：imperatrix）使用频率显著偏低，主要作为皇帝配偶的礼仪性头衔。唯一拥有实际统治权的女王乌拉卡（1109年—1126年在位）虽具备使用资格，但她在实际政令中仍谨慎避免过度强调这一称谓。